# 난젠지

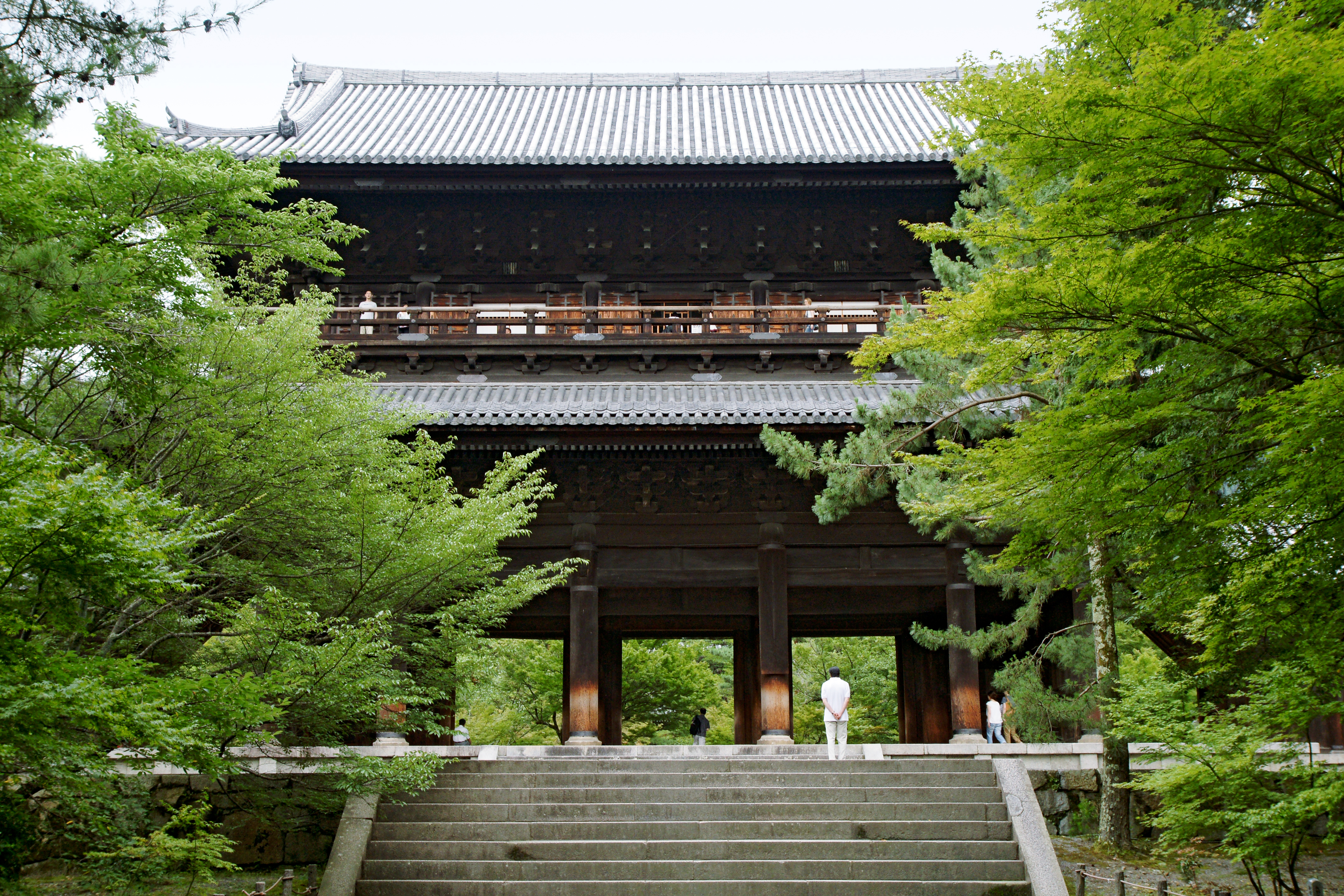

난젠지(南禪寺. 南禅寺. 남선사. Nanzenji (Temple))는 교토시 사쿄구 난젠지후쿠치쵸에 있는 사찰이다.

## 기타
- 초조대장경 1,715권이 있다.

## 같이 보기
- 이시카와 고에몬